# Lophosia hamulata
Lophosia hamulata är en tvåvingeart som först beskrevs av Villeneuve 1926.  Lophosia hamulata ingår i släktet Lophosia och familjen parasitflugor.
Artens utbredningsområde är Taiwan. Inga underarter finns listade i Catalogue of Life.